# Sandberg (Bergisch Gladbach)
Sandberg war ein Ortsteil im Gebiet des heutigen Stadtteils Refrath der Stadt Bergisch Gladbach  im Rheinisch-Bergischen Kreis.

## Lage und Beschreibung
Sandberg lag östlich der Ortschaft Vürfels auf der Höhe der heutigen gleichnamigen Straße. Aufgrund der zunehmenden Besiedlung ist es nicht mehr als eigenständiger Wohnplatz wahrnehmbar.

## Geschichte
Der Name geht auf eine gleichlautende Gewannenbezeichnung zurück. Der Name deutet auf eine sandige Geländeerhebung hin. Der Ort ist auf der Topographischen Aufnahme der Rheinlande von 1824 und auf der Preußischen Uraufnahme von 1840 ohne Namen verzeichnet. 1845 waren dort zwei Bauerngüter mit insgesamt zehn Einwohnern, allesamt katholisch. Er gehörte zur Bürgermeisterei Bensberg und zur katholischen Pfarrgemeinde Bensberg. Vermutlich wurden die dort stehenden Häuser und Einwohner zu anderen Zeiten einem anderen Wohnplatz zugerechnet.